# Boaz Mauda
Boaz Mauda (hebrejsko בועז מעודה‎), izraelski pevec, * 23. april 1987, Eliakim, Izrael.
Boaz poje že od petega leta in družino je navdušil s prepevanjem judovskih pesmi. Od takrat je njegov cilj postati profesionalni pevec in peti pred celotno Evropo.
Zmagal je v peti sezoni oddaje Kokhav Nolad (izraelska različica Pop idola). V šovu je Boaz nastopil tudi s svetovno znanim kitaristom Davidom Brozo. V finalu je dobil več kot polovico vseh glasov, zmagovalno pesem pa je posvetil svoji mami, ki je invalidna že od njegovega rojstva.
Leta 2008 je predstavljal Izrael na Evroviziji v Beogradu. V Izraelu so s kombinacijo žirije in pošiljanja SMS sporočil izbrali eno od petih skladb, ki jih je odpel Boaz. To so bile:
- »Ke'ilu Kan« (Kot bi tukaj), ki sta jo napisala Dana International in Shai Karem,
- »Masa haiyay« (Pot mojega življenja), ki ga je napisal Italy Pearl,
- »Hin'e Ha'or« (Tu je svetloba) v druetu z Mayo Avraham,
- »Bli ahva« (Brez ljubezni) ustvarjalca Henereeja in
- »Parparim« (Metulji) v duetu z Oshrat Phaphir.

Zmagovalno pesem »Ke'ilu Kan« je Boaz predstavil najprej v prvem polfinalu (20. maja), kot drugi zapovrstjo in se uvrstil v finale. V finalnem večeru (24. maja) je nastopil sedmi in dosegel deveto mesto s 124 točkami.